# Marina Volnova
Marina Volnova, född 26 juli 1989 i Qyzylorda, Kazakstan, är en kazakisk boxare som tog OS-brons i mellanviktsboxning 2012 i London.